# Ditassa julianii
Ditassa julianii är en oleanderväxtart som först beskrevs av Morillo, och fick sitt nu gällande namn av G. Morillo. Ditassa julianii ingår i släktet Ditassa och familjen oleanderväxter. Inga underarter finns listade i Catalogue of Life.